# Đá Nhảy

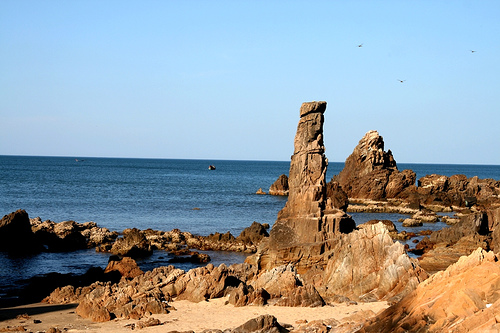
Bãi biển Đá Nhảy

Đá Nhảy là một thắng cảnh đẹp tại huyện Bố Trạch, tỉnh Quảng Bình, cách Đồng Hới 25 km về phía Bắc. Ở đây có bãi biển đẹp và cảnh dãy núi đá bị biển xâm thực với những mỏm đá nhô ra biển muôn hình muôn vẻ. Đây là một trong những tuyến điểm du lịch quan trọng của tỉnh Quảng Bình. Năm 1842, vua Thiệu Trị đã dừng chân ở đây và cho khắc bia kỷ niệm.
Sở dĩ có tên gọi Đá Nhảy vì nơi đây có nhiều mỏm đá nhô lên với nhiều hình thù lạ mắt, khi sóng biển xô vào tạo ra 1 vẻ đẹp riêng có nên người dân đặt tên là Đá Nhảy. Hiện nay Đá Nhảy là 1 điểm thăm quan hoàn toàn miễn phí. Du khách tới đây chụp hình và tắm biển hoặc tổ chức các trò chơi. Đặc biệt đến đây để thưởng thức các hải sản Quảng Bình.